# Bryoerythrophyllum compactum
Bryoerythrophyllum compactum är en bladmossart som beskrevs av J. Fröhlich 1964. Bryoerythrophyllum compactum ingår i släktet fotmossor, och familjen Pottiaceae. Inga underarter finns listade i Catalogue of Life.